# Hasenrat
Der Hasenrat (benannt nach Heinrich Has) war eine seit dem 16. Jahrhundert politisch wirksame Versammlung in den süddeutschen Reichsstädten des Heiligen Römischen Reiches.

## Geschichte und Aufgaben
Das politische Übergewicht der Habsburger als Territorialherren im damaligen Vorderösterreich und Inhaber des deutschen Königtums und Kaisertums im Südwestdeutschland der Reformationszeit hatte auch Konsequenzen für die im schwäbischen Raum reichlich vertretenen Reichsstädte.
Kaiser Karl V. (1519–1556) machte die in den Städten zumeist bestehenden Zunftverfassungen für die Ausbreitung der Reformation verantwortlich. Im Gefolge des Augsburger Interims (1548) zerschlug er daher die bestehenden Ratsverfassungen in Ulm und Augsburg und ersetzte diese durch ihm genehme oligarchisch-patrizische Räte, die sich aus den oft katholisch gebliebenen städtischen Oberschichten rekrutierten. Der kaiserliche Rat Heinrich Has (auch Haas) führte daraufhin 1551/1552 in zwanzig weiteren Reichsstädten diese Art der Ratsverfassung ein.
Danach bestimmte nun der Kleine Rat als Geheimer Rat bzw. Hasenrat das politische Geschehen in der jeweiligen Reichsstadt. Dem Kleinen Rat gehörten auf Lebenszeit bestellte Oligarchen und Patrizier an, bei denen die politische Macht konzentriert war. Der Große Rat, dem auch die Zünfte angehörten, geriet ins Abseits. Die Zünfte wurden mitunter aufgelöst.
Die Hasenräte sollten in den meisten Reichsstädten das Geschehen während der nächsten Jahrhunderte bestimmen. Lediglich in Ulm, Reutlingen, Überlingen und Pfullendorf ging man mit kaiserlicher Genehmigung in den 1570er Jahren zu den alten Ratsverfassungen über bzw. vergrößerte den Rat wieder.